# Ерлау (Саксонија)
Ерлау (њем. Erlau) општина је у њемачкој савезној држави Саксонија. Једно је од 61 општинског средишта округа Средња Саксонија. Према процјени из 2010. у општини је живјело 3.505 становника. Посједује регионалну шифру (AGS) 14522120, NUTS (DED19) и LOCODE (DE MTW) код.

## Географски и демографски подаци
Ерлау се налази у савезној држави Саксонија у округу Средња Саксонија. Општина се налази на надморској висини од 320 метара. Површина општине износи 37,8 km². У самом мјесту је, према процјени из 2010. године, живјело 3.505 становника. Просјечна густина становништва износи 93 становника/km².